# Zacharias Barbitsiotis

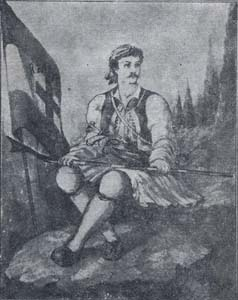
Lithographie von Zacharias Barbitsiotis

Zacharias Barbitsiotis (griechisch Ζαχαριάς Μπαρμπιτσιώτης, Nom de guerre Kapetan Zacharias (Καπετάν Ζαχαριάς), geboren als Zacharias Pantelakos (Ζαχαρίας Παντελάκος), * 22. Oktober 1759 in Varvitsa, Lakonien; † 20. Juli 1804 in Zacharia (Limbohovo Λιμπόχοβο), Mani) war ein wichtiger griechischer Klepht, Armatole und mithin Aufständischer gegen die Osmanen und gehörte zu den bedeutendsten Anführern der Klephten auf der Morea innerhalb der letzten Dekaden vor Anbruch der Griechischen Revolution.
Er vereinte verschiedene Klephten- und Armatolen-Gruppen und führte sie in mehreren Schlachten gegen die osmanische Herrschaft. Bekannt wurde er auch durch seine Zusammenarbeit mit anderen prominenten Widerstandskämpfern, wie Theodoros Kolokotronis, der später eine zentrale Figur der Griechischen Revolution wurde. Zacharias wird als Lehrer und Vorbild für viele der späteren Kämpfer von der Griechischen Revolution von 1821 betrachtet, darunter war er Mentor von Nikitas Stamatelopoulos. Er war eine Schlüsselfigur in der Bewegung, die später in die Griechische Revolution von 1821 mündete.
Der Poet Kyriakos Kassis beschrieb ihn als den besten Klepthen des Taygetos.

## Frühes Leben und Familie
Laut Giannis Vlachogiannis wurde Zacharias 1759 geboren. Zacharias’ Familie stammte ursprünglich aus Arkoudorema, in Arkadien, und suchte in Varvitsa Zuflucht vor der osmanischen Herrschaft.
Sein Vater war der Viehzüchter Theodoros Pantelakos, der Name seiner Mutter ist unbekannt. Die Familie von Zacharias bestand ebenfalls aus zahlreichen Klephten, die durch ihre rebellischen Akte gegen das Osmanische Reich bekannt waren. Seine Kindheit verbrachte Zacharias als Hirte.
Während der Orlow-Revolte 1770 errichtete Zacharias sein Lager in der Nähe eines Klosters in Arkadien. Im Jahr 1774, im Alter von 15 Jahren, erlebte er den Tod seines Bruders durch türkische Reiter (Spahi). Zacharias nahm später den Namen „Barbitsiotis“ an, der sich auf seinen Herkunftsort bezog. Sein Vater diente unter dem Klephtenführer Panagiotaros Venetsanakis, der von einem Landsmann getötet wurde.

Bereits als Jugendlicher zeigte Zacharias rebellische Tendenzen. Im Alter von 17 Jahren zog er nach einem persönlichen Konflikt, oder aus Rachemotiven gegen die Osmanen wegen seines ermordeten Bruders Pantelis sowie seines Vaters, 1775 in die Berge und schloss sich der Bande des Kapetan Mantzaris in Longastra, im Norden Lakoniens an. 1776 kam es zur Schlacht von Rekitsas, bei dem Zacharias eigenmächtig die osmanischen Truppen angriff, was ihm Anerkennung für seine Tapferkeit bei seinen Kameraden einbrachte. Nach einem Streit um die Beute, bei dem Matzaris sich weigerte, ihm einen gerechten Anteil zu geben, erklärte eine Gruppe von 60 Mitgliedern Zacharias zu ihrem Anführer. Nach einer anderen Version war Kapetan Mantzaris jedoch wütend über seine Eigenmächtigkeit, woraufhin Zacharias die Gruppe verließ und seine eigene Bande von etwa 60 Männern gründete. Nach der Schlacht von Rekitsa zog Zacharias für einige Zeit vom Diebesleben ab und arbeitete als Wächter auf den Höfen des Bey von Monemvasia.

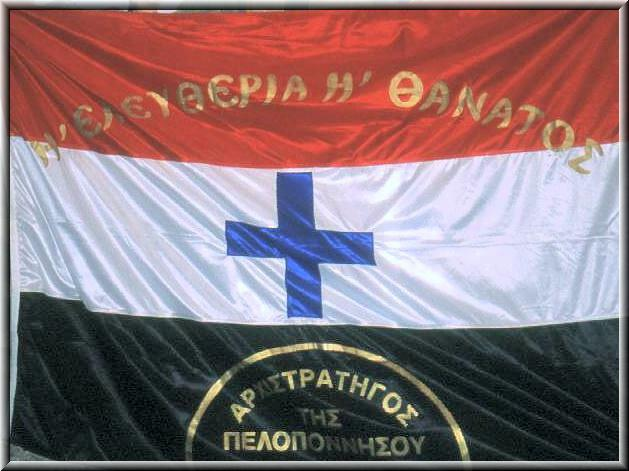
Die womöglich historisch valideste Nachbildung der Flagge des bewaffneten Korps von Kapetan Zacharias

Um 1780 bis 1790 tötete Barbitsiotis einen der Ältesten seines Heimatorts Varvitsa.

Im Jahr 1780 heiratete Zacharias die Schwester von Antonis Nikolopoulos, mit dessen Familie er später in erbitterte Feindschaft geriet. Aus dieser Ehe hatte er zwei Töchter, Angelina und Konstantina, sowie zwei oder vier Söhne, darunter Panagiotis Kefalas. Im selben Jahr wurde er von den Klephten von Mani als Anführer gewählt. In Longastra ließ Zacharias zwei Türme anfertigen, was die Osmanen jedoch beunruhigte. Zacharias stärkte seinen aufständischen Ruf, indem er den in der Region berüchtigten Kotzabasiden Kulele tötete.

Eine weitere nachgebildete Version der Flagge

Weiterhin wurden sein Ruf und seine Bekanntheit wurden durch den Sieg in der Schlacht von Salesi im Jahr 1781 gefestigt.
A. Kontakis, ein ehemaliger Gegner und späterer Verbündeter, beschrieb ihn in seinen Memoiren als einen mutigen Kämpfer mit markanter Erscheinung, braunen Augen und einer charakteristischen Narbe über der rechten Augenbraue. Er betonte auch Zacharias’ unabhängigen Charakter und seine Weigerung, sich Autoritäten zu unterwerfen oder materielle Dinge, wie Geld, mit sich zu führen.

## Aufstieg und Tod
Unter osmanischer Herrschaft wurde Zacharias Barbitsiotis im Alter von 24 Jahren zum Aufseher für den gesamten Peloponnes ernannt. In dieser Position setzte er sich für die Stärkung der griechischen Bevölkerung ein und versuchte, die Armatolen Griechenlands gegen die Osmanen zu vereinen.
1785 plante Zacharias die Gründung einer Armatolen-Vereinigung, die eine Gruppe von Klephten in jeder der 24 Provinzen Moreas umfassen sollte. Diese Gruppen sollten den Schutz der Provinzen und ihrer Bewohner gewährleisten. Zacharias’ Plan zielte darauf ab, die Macht der türkischen Kommandeure einzuschränken und zur Schaffung einer Form der Selbstverwaltung auf dem Peloponnes beizutragen. Zu seinen Unterstützern zählten Theodoros Kolokotronis und Thanasis Petmezas. Zacharias’ Pläne erregten den Zorn der Gouverneure von Mani. Versuche der Türken, eine Armee gegen die Klephten aufzustellen, scheiterten jedoch. Nach einem weiteren Gefecht in der Nähe des Klosters Malevi floh Zacharias nach Korinthia, wo er sich mit den Anführern der Föderation traf. Ein Ferman, der eine Belohnung für seinen lebenden Überbringer versprach, wurde erlassen. Die türkischen Befehlshaber versuchten mehrmals, ihn zu beseitigen. Er provozierte einen offenen Konflikt in den Dörfern Imbrakika.
Im Jahr 1787 lud Zacharias alle Anführer der Klephtenbanden in der Peloponnes zu einem Treffen ein, bei dem sie eine Klephten-Armatolen-Vereinigung gründeten. Zacharias wurde zum Oberbefehlshaber dieser Vereinigung ernannt, was ihm erheblichen Einfluss verlieh. Gleichzeitig errichtete er seine eigene Festung in den Bergen von Mani und startete von dort aus Raubzüge gegen die Osmanen. Es wurde vermutet, dass Zacharias lediglich die Erfüllung seiner Forderungen durch die Osmanen anstrebte, doch tatsächlich soll er das Ziel verfolgt haben, den Peloponnes von der osmanischen Herrschaft zu befreien.
In dieser Zeit wurde der Klepht Andreas Androutsos von den Osmanen aus seiner Basis auf Ägina vertrieben. Er floh auf ein Schiff von Lambros Katsonis und landete in Mani, wo er von Zacharias und dem jungen Theodoros Kolokotronis, der später zu einem seiner Schüler wurde, aufgenommen wurde. Kolokotronis sollte später eine führende Rolle in der griechischen Revolution spielen. Zacharias fungierte später auch als Mentor für Mitropetrovas und für Nikitas Stamatelopoulos, den Neffen Kolokotronis', der ebenfalls eine bedeutende Rolle in der späteren Revolution einnahm.
Th. Kolokotronis diente als Zacharias Stellvertreter. Die Klephten, die als Rebellen gegen die osmanische Herrschaft kämpften, verteidigten sich hauptsächlich, indem sie in die Berge flohen.
Während seiner Zeit als Klephtenführer schuf Zacharias eine gut organisierte Streitmacht, die in der Lage war, gegen die Osmanen effektiv zu kämpfen. Seine Präsenz in der Region führte dazu, dass die griechische Bevölkerung stets bewaffnet blieb und sich gegen die osmanische Unterdrückung behauptete. Er war bekannt für seine militärischen Fähigkeiten und für die Disziplin, die er seinen Männern auferlegte.
1787 kämpfte er in Agrilovouni, wo er 1 300 Arvaniten befahl und gegen eine überlegene türkische Streitmacht und siegte. 1792 führte er seine rebellischen Pläne weiter aus, aber nach dem Ende des Russisch-Türkischen Krieges suchte der Sultan nach einem Vorwand, um ihn entfernen zu lassen.
Am Ende des 18. Jahrhunderts befand sich Zacharias auf dem Höhepunkt seiner Macht. Die Ideen der Französischen Revolution und die Erfolge Napoleons boten ihm eine Chance auf Freiheit. Er nahm Kontakt zu Napoleon auf, doch seine Bemühungen blieben ohne großen Erfolg. Im Jahr 1800 wurden viele seiner Gefolgsleute von den Osmanen getötet, und die Überlebenden flohen in die Berge oder auf die Ionischen Inseln. Nach 1803, als Ali Pascha die Soulioten besiegte, wurden auch die letzten Armatolen der Föderation verfolgt. Zacharias blieb jedoch ein Symbol des Widerstands, als Napoleon ihm Vorräte schickte und ihn als „General“ bezeichnete.
Im Jahr 1804 intensivierten die Osmanen ihre Bemühungen, Zacharias sowie den ehemaligen Bey von Mani, Tzanetos Grigorakis, gefangen zu nehmen. Grigorakis war nach seiner Absetzung in die Berge geflohen, nachdem die Osmanen 1803 Mani angegriffen hatten. Die verstärkten Bemühungen, Zacharias zu ergreifen, waren auf seine mutmaßliche Verschwörung mit Napoleon Bonaparte zurückzuführen, von dem er Waffen erhalten haben soll. Der osmanische Befehlshaber Seremet wurde beauftragt, Zacharias zu fangen und ihn den höheren Behörden zu übergeben.
Da Seremet wusste, dass es nahezu unmöglich war, Zacharias ohne Verluste zu fangen, plante er stattdessen dessen Ermordung. Mit Hilfe eines Manioten namens Koukeas wurde ein Attentat organisiert. Koukeas informierte Zacharias über das Auftauchen einer türkischen Flotte vor Kitries. Als Zacharias der Sache nachgehen wollte, wurde er in der Nähe von Kardamyli ermordet.
Am 20. Juli 1804 oder 1805 wurde Zacharias in einem Komplott ermordet, das von den Osmanen organisiert worden war. Er wurde von Koukeas, einem seiner engsten Vertrauten, in seinen Turm eingeladen, wo er von drei Männern erschossen wurde. Sein Kopf wurde von Koukeas nach Tripolitsa, dem Verwaltungszentrum des Osmanischen Reiches auf der Morea gebracht.
Einer anderen Version nach wurde Zacharias Barbitsiotis im Dorf Tseria von einem Anhänger des Dionysios Mourtzinos im Turm von Koukeas ermordet, weil Zacharias Irini, die Tochter von Mourtzinos, entführt hatte.

## Vermächtnis
Zacharias Barbitsiotis wird in Griechenland als einer der bedeutendsten Klephtenführer und Vorläufer der Griechischen Revolution verehrt, seine militärische Erfahrung und seine Taktiken sowie die Vereinigung der Klephten beeinflussten die Akteure der Revolution von 1821. Durch diesen Einfluss bezeichnen einige Historiker und Autoren wie Sarantos Kargakos ihn als „Lehrer der Klephtouria“.
Ausländische Zeitgenossen wie Jakob Bartholdy und John Sibthorp würdigten Zacharias als einzigartigen Akteur.

Zu Ehren von Zacharias Barbitsiotis wurde in Sparta eine Statue von ihm errichtet. Zudem tägt ein Dorf seinen Namen sowie mehrere Orte. Der sogenannte Zacharias-Turm, erbaut im Jahr 1800, ist ebenfalls nach ihm benannt, da Zacharias dort ermordet wurde.

Statue des Kapetan Zacharias in Sparta

Ein weiteres Denkmal von ihm steht in seinem Heimatort Varvitsa. Der Kulturverein von Varvitsa organisierte in Zusammenarbeit mit dem Gemeinderat eine Gedenkfeier anlässlich des 240. Geburtstags von Zacharias, an der auch Nachkommen des Revolutionärs teilnahmen. Weiterhin finden wohl regelmäßig Feierlichkeiten in Varvitsa zu seinem Gedenken statt.
Seine Taten und Erfolge wurden in der Region, in der er wirkte, in Volksliedern und Legenden verewigt.

## Trivia
In den Einzelnachweisen finden sich verschiedene Angaben zu seinem Todesjahr, die von 1803, 1804 bis 1805 reichen.
Ein Ritual zur Aufnahme in Zacharias Barbitsiotis Klephten-Bande ist wie folgt überliefert: Der Neuling wurde ohne Wasser und Seife rasiert. Wer diese „Tortur“ ohne Schmerzensschrei überstand, wurde akzeptiert.
In Varvitsa fungierte er eine Zeit lang als oberster Richter für christliche Angelegenheiten, wodurch er den zuvor amtierenden türkischen Richter in dieser Position ablöste.
Er soll der erste gewesen sein, der ein Bündnis mit den Albanern (hier Arvaniten) des Peloponnes einging und sie von Rivalen zu Verbündeten machte. Er soll dabei gesagt haben: „Ich störe die Arvaniten nicht, und die Arvaniten stören mich nicht, weil wir Frieden haben“.
Manuskripte von Zacharias lassen sich in der Griechischen Nationalbibliothek finden.